# Иперехий Райский
Иперехий — авва, пустынник Райский. День памяти — 7 августа.
Святой Иперехий (греч.: Υπερέχιος, лат.:Hyperechios), имя которого означает превосходящий, известен своими верой и мудростью. Считается, что ему принадлежит ряд высказываний, в том числе:
Монах трудится день и ночь, бодрствуя и пребывая в молитвах, и, уязвляя сердце своё, проливает слезы и призывает милость с неба .
Как лев страшен для диких ослов, так испытанный монах - для похотливых помыслов.
Пост для монаха есть узда греха. Кто сбрасывает сию узду, тот делается конём женонеистовым.
Иссушенное постом тело монаха извлекает душу его из глубины страстей, и пост монаха иссушает потоки удовольствий.
Целомудренный монах почтен будет на земле и на небесах увенчается пред Высочайшим.
Монах, не удерживающий языка своего во время гнева, никогда не удержит своих страстей.
Слово лукавое да не произносят уста твои: виноград не производит терния.
Хорошо есть мясо и пить вино и не снедать в оклеветании плоти брата.
Нашёптывающий змий изгнал Еву из рая; подобен сему бывает и наговаривающий на ближнего: он погубляет душу слушающего - не спасает и своей .
Сокровище монаха есть произвольная нестяжательность. Брат, собирай себе сокровище на небеси (Мф. 6: 20), ибо будешь наслаждаться им в беспредельные веки .
Песнь духовная да будет в устах твоих, и поучение да облегчит тяжесть предстоящих тебе искушений. Пример на это пред глазами: путник отягченный ношей и облегчающий труд путешествия пением.
Нам должно вооружать себя прежде искушений. Ибо таким образом мы будем искусны, когда они найдут на нас .
Поистине мудр тот, кто не словом поучает, но назидает делом.
Мыслию твоею всегда будь в Царстве Небесном - и ты скоро наследуешь оное.
Жизнь монаха должна быть по подобию ангелов, попаляющая грех.
Драгоценность монаха есть послушание. Стяжавший послушание и сам будет услышан и с дерзновением предстанет пред Распятого, ибо распятый Господь послушлив был даже до смерти (Фил. 2: 8) .
Древо жизни, поднимающееся в высоту, есть смиренномудрие.
Подражай мытарю, чтобы не подвергнуться осуждению с фарисеем. Возлюби кротость Моисееву, чтобы остроконечное сердце твое превратилось в источники вод (сравн. Пс. 113: 8).
Освобождай ближнего от грехов, насколько есть у тебя силы, без укорения. Ибо Бог обращающихся не отвергает от Себя. Слово же злобы и лукавства да не обитает в сердце твоем против ближнего твоего, чтобы мог ты с дерзновением говорить: остави нам долги наша, якоже и мы оставляем должником нашим (Мф. 6: 12) .
Почил с миром.